# Ekiga

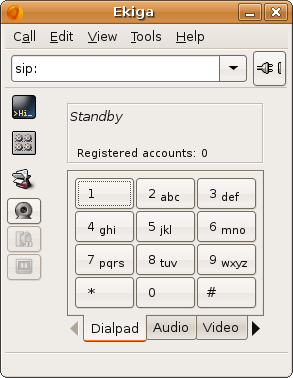
Ekiga no Ubuntu

Ekiga, anteriormente conhecido como GnomeMeeting é uma aplicação de software livre de videoconferências  e telefonia IP para o GNOME. Usa o hardware ou software compatível com H.323 (como o Microsoft NetMeeting) é liberado sobre licença GPL. Também disponível para Windows e sistemas Unix.
Permite que todas as características modernas de uma videoconferência como suporte de provedor inteligente fornecedor chamadas de computador para telefone.
Para a função deve ter uma conta SIP, que pode ser criada gratuitamente a partir de . Por outro lado, a fazer chamadas para telefones convencionais a partir do seu PC deve ter uma conta com um servidor de telefonia via Internet. O programa recomendado pelo provedor  Diamondcard Worldwide Communication Service, embora existam muitos outros como VoIPBuster. Esses serviços não são livres, mas é pago ao provedor de serviços para o telefone como suas
tarifas.